# W3Catalog
W3catalog был одной из первых поисковых систем в Интернете, впервые представленной 2 сентября 1993 года разработчиком Оскаром Нирштрассом из Женевского университета.
В отличие от более поздних поисковых систем, таких как Aliweb, которые индексируют сеть путём сканирования доступного контента веб-сайтов, W3 Catalog использовал то, что уже доступны многие высококачественные, составленные вручную списки веб-ресурсов, которые в то время не были доступны для поиска. Каталог W3 зеркалировал эти страницы, переформатировал содержимое в отдельные записи и предоставлял пользователям интерфейс на основе Perl для включения динамического запроса.
В то время CGI ещё не существовал, поэтому каталог W3 был реализован как расширение веб-сервера Tony Sander’s Plexus, реализованное в Perl.
Каталог W3 был закрыт 8 декабря 1996 года из-за технических и финансовых проблем с его поддержкой.